# Ren Xiujuan
Ren Xiujuan (née le 14 septembre 1974 à Dalian) est une athlète chinoise, spécialiste des courses de fond. 

## Biographie
En 1996, Ren Xiujuan remporte le titre individuel aux championnats du monde de semi-marathon, devant les Roumaines Lidia Simon et Aura Buia.

### Palmarès
| Date | Compétition                            | Lieu              | Résultat | Épreuve       | Performance     |
| ---- | -------------------------------------- | ----------------- | -------- | ------------- | --------------- |
| 1996 | Jeux olympiques                        | Atlanta           | 9e       | Marathon      | 2 h 31 min 21 s |
| 1996 | Championnats du monde de semi-marathon | Palma de Majorque | 1re      | Semi-marathon | 1 h 10 min 39 s |
| 1997 | Championnats du monde                  | Athènes           | 5e       | 10 000 m      | 31 min 50 s 63  |
| 2000 | Jeux olympiques                        | Sydney            | 10e      | Marathon      | 2 h 27 min 55 s |

### Records
| Épreuve       | Performance     | Lieu   | Date            |
| ------------- | --------------- | ------ | --------------- |
| 10 000 mètres | 31 min 13 s 21  | Nankin | 8 mai 1996      |
| Marathon      | 2 h 24 min 22 s | Pékin  | 14 octobre 2001 |